# 지곡면 (서산시)
지곡면(地谷面)은 충청남도 서산시에 있는 면이다.

## 개요
지곡면은 삼한시대에는 마한에 접하여 치리국국이었고, 백제시대에는 지육현, 신라시대에는 부성군에 예속된 지육현으로, 진성여왕 갑인 7년(894)에 고운 최치원이 부성태수가 되어 다스린 곳이다. 1284년 고려 충렬왕 10년 부성군을 서산군으로 개칭 지군사로 승격시켜 행정하였으나 1914년 대한제국 시대에 지곡면으로 격하된 후 현재에 이르고 있으며, 몽유도원도로 유명한 안견 선생의 출생지로 그의 예술혼을 후세에 기리기 위한 《안견기념관》과 고운 최치원 선생의 위패가 봉안된 부성사, 충무공 정충신 장군의 영정과 위패가 봉안된 진충사가 있는 유서가 깊은 고장이다.

## 행정 구역
| 법정리 | 행정리                             | 비고                   |
| ------ | ---------------------------------- | ---------------------- |
| 화천리 | 화천1리, 화천2리, 화천3리          | 면 행정복지센터 소재지 |
| 산성리 | 산성1리, 산성2리                   |                        |
| 장현리 | 장현1리, 장현2리                   |                        |
| 연화리 | 연화리                             |                        |
| 중왕리 | 중왕1리, 중왕2리                   |                        |
| 도성리 | 도성1리, 도성2리, 도성3리          |                        |
| 대요리 | 대요1리, 대요2리                   |                        |
| 환성리 | 환성1리, 환성2리, 환성3리          |                        |
| 무장리 | 무장1리, 무장2리, 무장3리, 무장4리 |                        |

## 교육
| 학교명       | 소재지                | 비고        |
| ------------ | --------------------- | ----------- |
| 부성초등학교 | 화천1로 83 (화천리)   |             |
| 대성초등학교 | 대성길 19 (환성리)    | 2007년 폐교 |
| 산성초등학교 | 문현로 703 (산성리)   | 2007년 폐교 |
| 중왕분교장   | 중왕1길 87-5 (중왕리) | 2008년 폐교 |
| 분점도분교장 | 중왕리 968            | 2003년 폐교 |
| 우도분교장   | 중왕리 747-4          | 1997년 폐교 |
| 서일중학교   | 화천3길 56 (화천리)   |             |
| 서일고등학교 | 화천3길 56 (화천리)   |             |

## 축제
- 왕산포 서산갯마을축제
- 뻘낙지 먹물축제